# Gare de l'Isle
La gare de l'Isle (jusqu'en 2015: L'Isle-Mont-la-Ville) est une gare ferroviaire située sur le territoire de la commune vaudoise de L'Isle, en Suisse.

## Situation ferroviaire
Établie à 660 m d'altitude, la gare se situe au point kilométrique 10.57 sur la ligne secondaire du BAM entre Apples-L'Isle. C'est une gare en cul-de-sac.

## Infrastructures
Pour les services à la clientèle, la gare comporte une salle d'attente. Un automate à billet et un oblitérateur pour cartes multicourses se trouve sur le quai. Adossé au bâtiment, on trouve l'ancienne halle marchandises.
La gare comprend aussi une remise pour une automotrice. Cette remise a été rallongée en 1943. La BDe 4/4 5 y est stationné en attendant sa remise en service.

## Desserte
La gare de L'Isle est desservie par les trains régionaux en direction de Apples.

## Plan de voies

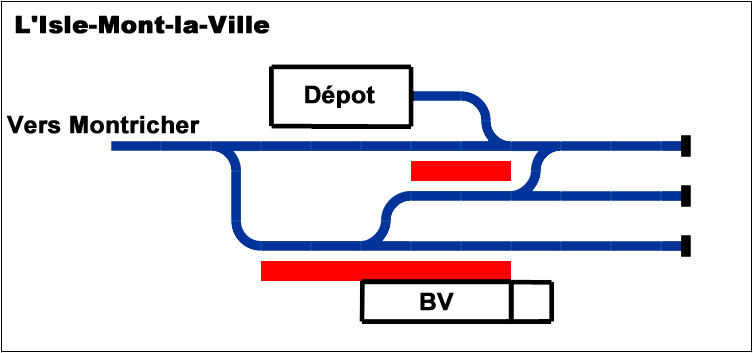
état au 20.12.2012